# مابل ليف كندي ذهبي
مابل ليف كندي ذهبي (ملاحظة 1) هي عملة ذهبية من عملات السبائك تصدرها كندا. أصدرت العملة لأول مرة سنة 1979 وتعد من أكثر عملات السبائك ارتفاعاً من حيث درجة نقاوة الذهب فيها.
تتألف سبيكة مابل ليف الكندي الذهبي بمعظمها من الذهب بنسبة 99.9%.